# Selección de fútbol de Irán
La selección de fútbol de Irán, oficialmente reconocido por la FIFA como República Islámica de Irán, es el equipo representativo del país en las competiciones oficiales. Su organización está a cargo de la Federación de Fútbol de la República Islámica de Irán, perteneciente a la AFC.
Irán es una de las selecciones más fuertes de Asia. Obtuvo la Copa Asiática en tres ocasiones, todas ellas de manera consecutiva; es una de las pocas naciones del mundo que ha logrado tres títulos continentales sucesivamente (sólo Argentina, Egipto y México han alcanzado tal marca). Es la segunda selección con más Copas Asiáticas, junto a Arabia Saudita, por detrás de Japón, que la consiguió en cuatro ocasiones. En julio de 2005 alcanzó el 15.º puesto en la clasificación mundial de la FIFA, su posición más alta desde la creación del ranking.
Los buenos rendimientos a nivel continental no se han trasladado de manera efectiva al plano mundial. Irán logró clasificarse para una Copa del Mundo en 1978. Los conflictos del país posteriores a esa fecha, como la Revolución iraní de 1979, la guerra contra Irak y los sospechosos del Atentado a la AMIA, afectaron el desarrollo del fútbol en el país. Irán no volvió a clasificarse para un Mundial hasta 1998, cuando consiguió un histórico triunfo por 2-1 ante los Estados Unidos, en un encuentro que se vio marcado por la animosidad política existente entre ambas naciones. 
Irán alcanzó la fase final de la Copa Mundial en seis ediciones, pero en ninguna de ellas logró superar la primera ronda (fase de grupos). Su mejor clasificación se dio en Rusia 2018, donde en la fase de grupos obtuvo cuatro puntos.

## Historia

### Primeros años
La Federación Irán de Fútbol se fundó en 1920. El equipo Teherán XI (jugadores seleccionados del Tehran Club, Toofan FC y Armenian Sports Club) viajaron en 1926 a través de la frontera a Bakú, URSS. Este fue el primer partido de fútbol de un equipo iraní. Este equipo de Tehran Select es el predecesor del equipo nacional de fútbol de Irán.
El primer partido que jugó el equipo fue el 23 de agosto de 1941, lejos en Kabul, que ganó 1-0 contra la India británica. El primer partido internacional de la FIFA de Irán fue el 25 de agosto de 1941, en Afganistán. Irán ganó la Copa Asiática tres veces consecutivas  (1968, 1972 y 1976), pero el equipo no ha podido sumar más desde entonces.

### Participación internacional

#### Copa Mundial de la FIFA 1978 en Argentina
En 1978, Irán hizo su primera aparición en la Copa del Mundo después de derrotar a Australia en Teherán. Irán perdió dos de tres partidos de la fase de grupos contra los Países Bajos y Perú. El equipo logró sorprender a la comunidad futbolística al conseguir un punto en su primera participación en la Copa Mundial contra Escocia. En ella Iraj Danaeifard anuló un gol en propia puerta anotado por Andranik Eskandarian para el empate 1-1.

#### Después de la revolución
Después de la Revolución de 1979, el fútbol se descuidó un tanto y se dejó de lado. Durante la década de 1980, el equipo nacional iraní no participó en competiciones de la Copa del Mundo debido a la guerra entre Irán e Irak (1980-88) y el fútbol nacional sufrió los efectos inevitables del conflicto. El equipo se retiró de las eliminatorias asiáticas para la Copa del Mundo de 1982 y se negó a participar en las eliminatorias para la Copa Mundial de 1986 por tener que disputar sus partidos en terreno neutral. La guerra y las convulsiones políticas dejaron a Irán sin grandes competiciones de clubes hasta 1989, cuando se estableció la Liga Qods. Un año después, la Liga Qods pasó a llamarse Liga de Azadegan. A pesar de no clasificarse para las Copas Mundiales de 1990 y 1994, en este período varios jugadores de calidad irrumpieron en la escena del fútbol iraní y sentaron las bases para conseguir el tercer puesto en la Copa Asiática de la AFC de 1996 (victorias memorables en ese torneo por 3-0 contra Arabia Saudita y una impresionante victoria 6-2 contra Corea del Sur ) y su segunda puñalada en la gloria de la Copa del Mundo en 1998.

#### Copa Mundial de la FIFA 1998 en Francia
En noviembre de 1997, Irán se clasificó para el Mundial de 1998 después de eliminar a Australia en la repesca. Ambos partidos terminaron empatados, pero Irán se clasificó por la regla de los goles fuera de casa, ya que Irán empató con Australia 1-1 en casa y 2-2 en Melbourne.
En su primer partido del grupo F, en el Mundial de Francia 98, Irán jugó bien contra Yugoslavia, pero perdió por 0-1 con un gol de tiro libre de Siniša Mihajlović. Los persas registraron su primera victoria en la Copa del Mundo en el segundo partido al derrotar a Estados Unidos 2-1, con goles de Hamid Estili y Mehdi Mahdavikia. El partido contra EE. UU. fue precalentado con mucha emoción debido a la postura política de cada país después de la revolución iraní y la crisis de rehenes de Irán. Sin embargo, en un acto de desafío contra todas las formas de odio o política en los deportes, ambas partes se obsequiaron con flores e imágenes ceremoniales antes del inicio del partido. Después de la derrota contra Irán, Estados Unidos fue eliminado de la Copa del Mundo.
Irán jugó contra Alemania en el tercer partido, que perdió por 0-2. Los goles fueron anotados por Oliver Bierhoff y Jürgen Klinsmann. Una victoria y dos derrotas significaron que Irán quedó tercero en la posición final del grupo y no llegó a la siguiente ronda. Farhad Majidi y Mehdi Fonounizadeh fueron ausentes importantes en el torneo.

#### Copa Asiática 2000
Irán terminó primero en la fase de grupos del torneo, pero perdió frente a Corea del Sur en los cuartos de final.

#### Clasificación para la Copa Mundial de la FIFA 2002
Irán quedó fuera de la Copa Mundial 2002 en la repesca intercontinental, tras una derrota contra la República de Irlanda por 2-0 en Dublín y una victoria por 1-0 en Teherán. El mánager de la eliminación, Miroslav Blažević, renunció al puesto superior para ser reemplazado por su asistente Branko Ivanković, quien ascendió de asistente técnico.

#### 2004 Copa Asiática de la AFC
Después de clasificarse para la Copa Asiática de 2004, Irán se enfrentó a las selecciones de Tailandia, Omán y Japón en el torneo. Irán terminó segundo en este grupo. En el choque de cuartos de final contra Corea del Sur, Irán ganó por 4-3. En la semifinal, Irán perdió ante el anfitrión, China, en los penaltis. Irán ganó contra Baréin 4-2 para terminar en tercer lugar en el torneo.

#### Copa Mundial de la FIFA 2006 en Alemania
El 8 de junio de 2005, Irán, junto con Japón, se convirtió en el primer país en clasificarse para el Mundial de 2006, que fue la tercera participación de Irán en el Campeonato del Mundo. Durante la ronda de clasificación en 2004-05 se produjeron celebraciones masivas, histeria y disturbios, lo que causó un caos interno entre los jóvenes y los funcionarios del gobierno. El partido entre Irán y Japón en la fase de clasificación para la Copa Mundial 2006 en Teherán, disputado el 24 de marzo de 2005, fue el que registró mayor asistencia en todas las confederaciones. El partido terminó en tragedia, con cinco fanáticos muertos y varios heridos cuando salieron del Estadio Azadi al final del partido.
Irán comenzó su aparición en la Copa Mundial de la FIFA 2006 con grandes expectativas de los fanáticos y los medios. Su primer partido fue contra México en el grupo D. El partido estaba empatado 1-1 en el descanso, pero Irán perdió al final debido a un error defensivo. El marcador final, 3-1, fue provocado por los goles de Omar Bravo y Zinha por México; Yahya Golmohammadi marcó el único gol de Irán.
Irán jugó contra Portugal el segundo partido, que perdió por 2-0. Los goles fueron marcados por Deco y Cristiano Ronaldo (de penalti). Las dos derrotas significaron que Irán quedó eliminado del campeonato antes de su tercer y último partido contra Angola. Irán empató 1-1 contra Angola el 21 de junio de 2006. Sohrab Bakhtiarizadeh anotó el gol de Irán.

#### Suspensión temporal
En noviembre de 2006, la FIFA suspendió a Irán de toda participación en el fútbol internacional, sobre la base de la interferencia gubernamental en la asociación nacional de fútbol. La prohibición duró menos de un mes, y cuando se dio una dispensa para permitir que el equipo de Irán sub-23 participara en el campeonato de fútbol de los Juegos Asiáticos de 2006, los partidos no se vieron afectados.

#### Copa Asiática 2007 AFC
El IRIFF nombró a Amir Ghalenoei como primer entrenador del equipo nacional de fútbol de Irán el 17 de julio de 2006 para suceder a Branko Ivanković. Después de terminar primero en la ronda clasificatoria, dos puntos por delante de Corea del Sur y luego terminar primero en la fase de grupos de la fase final en Malasia, Irán perdió ante Corea del Sur en una tanda de penaltis del partido de cuartos de final y fue eliminado del torneo asiático de 2007. Ghalenoei fue muy criticado por la prensa. Después de un período de discusión en la federación iraní de fútbol, su contrato no se renovó y el equipo Melli se quedó con un gerente interino durante varios meses.

#### Clasificación para la Copa Mundial de la FIFA 2010
Ali Daei fue elegido para convertirse en el nuevo entrenador después de que el seleccionador español, Javier Clemente, había estado cerca de fichar como director del equipo nacional de Irán, pero las conversaciones colapsaron cuando se negó a vivir a tiempo completo en el país. Irán estuvo en el mismo grupo clasificatorio para la Copa Mundial de la FIFA que Kuwait, Siria y los Emiratos Árabes Unidos en la tercera ronda. Jugaron en casa y lejos contra cada uno de los otros tres equipos en el grupo 5. En la mitad de la cuarta ronda, Ali Daei fue despedido de su puesto como entrenador nacional iraní el 29 de marzo de 2009. Fue reemplazado por Afshin Ghotbi. Irán no se clasificó para la Copa Mundial 2010 después de ubicarse en el cuarto lugar general de su grupo.

#### Copa Asiática 2011 AFC
Irán renovó el contrato con Afshin Ghotbi hasta el final de la Copa Asiática 2011 de la AFC y el equipo se clasificó para el torneo con trece puntos como ganadores del grupo.
Durante el último partido de clasificación contra Corea del Sur , varios jugadores iraníes comenzaron el partido con brazaletes verdes o muñequeras , un símbolo de protesta por el resultado de las elecciones presidenciales iraníes. El periódico Irán informó que Ali Karimi, Mehdi Mahdavikia, Hosein Kaebi y Vahid Hashemian habían recibido la prohibición de vida de la FA iraní por el gesto. Sin embargo, la FA iraní negó esta afirmación en respuesta a la FIFA. La investigación dice que "los comentarios en los medios de comunicación extranjeros no son más que mentiras y un acto malicioso". El entrenador en jefe Afshin Ghotbi también confirmó que se trataba de un rumor y la FA iraní "no ha asumido ninguna postura oficial sobre este tema".
Afshin Ghotbi pudo clasificarse para la Copa Asiática 2011 y terminó segundo en el Campeonato de la Federación de Fútbol de Asia Occidental 2010 pocos meses antes de la Copa Asiática 2011. Irán fue capaz de ganar los nueve puntos en la fase de grupos de la Copa Asiática 2011, pero después de un gol de tiempo extra de Corea del Sur , Irán nuevamente no pudo llegar a las semifinales de la competencia.

#### Copa Mundial de la FIFA 2014 en Brasil
El 4 de abril de 2011, el extécnico del Real Madrid, Carlos Queiroz, aceptó un contrato de dos años y medio para entrenar al equipo nacional iraní hasta el final de la Copa Mundial de la FIFA 2014 en Brasil. Bajo Queiroz, Irán comenzó su campaña de clasificación para la Copa del Mundo con éxito, derrotando a las Maldivas 4-0 en el partido de ida de la segunda ronda de clasificación. Después de ganar 5-0 en el global, Irán avanzó a la tercera ronda de eliminatorias, donde se enfrentaron con Indonesia, Catar y Baréin. Irán destacó su posición en la parte superior de su grupo al derrotar a Baréin 6-0 en casa en el Estadio Azadi, así como invitar al exinternacional juvenil alemán, Ashkan Dejagah, que anotó dos veces en su debut contra Catar. Después de una victoria por 4-1 en Indonesia, Irán se clasificó para la ronda final de los clasificados directos, la cuarta ronda. En la cuarta ronda, Irán fue ubicada en la grupo con Corea del Sur, Catar, Uzbekistán y Líbano. Queiroz hizo nuevas incorporaciones del extranjero a su escuadrón, y agregó jugadores como Reza Ghoochannejhada a su equipo. Irán comenzó su cuarta ronda de eliminatorias asiáticas con una victoria por 1-0 en Uzbekistán. El equipo Melli luego empató con Catar y perdió en el Líbano antes de derrotar a Corea del Sur en el Azadi el 16 de octubre con un gol del capitán Javad Nekounam. Después de una derrota por 1-0 en Teherán contra Uzbekistán, Irán derrotó a Catar por 1-0 en Doha y a Líbano por 4-0 en casa. En su último partido de clasificación, Irán derrotó a Corea del Sur por 1-0 en Ulsan Munsu con un gol de Ghoochannejhad, lo que resultó en su clasificación para la Copa Mundial de la FIFA 2014 como ganadores del grupo con 16 puntos. Por lo tanto, Irán se convirtió en el tercer equipo que Queiroz ha logrado clasificar para la Copa del Mundo, habiendo alcanzado la edición de 2002 con Sudáfrica y la edición de 2010 con Portugal, llevando a este último a un final de etapa eliminatoria. Irán continuó su racha ganadora, asegurando la clasificación para la Copa Asiática de 2015 meses más tarde también.
Irán se clasificó para la Copa Mundial de la FIFA 2014 como ganadores del grupo y compitió en el grupo F junto con Argentina, Nigeria y Bosnia y Herzegovina. Las entradas agotadas del partido con Argentina estuvieron entre las ocho más compradas para esta edición del torneo. El 1 de junio de 2014, Queiroz anunció su escuadrón de 23 hombres. Antes del torneo, fundaron la Asociación de Fútbol de Asia Central.
En el partido inaugural del torneo, el 16 de junio, Irán empató con Nigeria por 0-0, convirtiéndose en su primera hoja limpia de la Copa Mundial de la FIFA. En su siguiente partido, Irán fue derrotado por Argentina 1-0, con un gol en el final de Lionel Messi, y recibió elogios después de mantener a Argentina durante 90 minutos mientras creaba algunas oportunidades de ataque propias, si bien su planteamento fue principalmente defensivo, con los 11 jugadores de su propio lado del campo prácticamente todo el partido. Tras el acuerdo por el Memorándum del Atentado a la AMIA por ser el país acusado de la masacre ocurrida en 1994. Irán fue eliminado del torneo en su siguiente juego, una derrota por 3-1 ante Bosnia y Herzegovina. El único gol de Irán fue anotado por Reza Ghoochannejhad. Después del torneo, Queiroz declaró que renunciaría como entrenador de Irán, pero luego cambió y extendió su contrato hasta la Copa Mundial de la FIFA 2018.

#### Copa Asiática 2015 de la AFC
Irán se clasificó para la Copa Asiática 2015 como primero de grupo, donde el Equipo Melli fue el más alto clasificado semilla. Irán enfrentó a Baréin, Catar y los EAU en el grupo C. Queiroz anunció su escuadrón el 30 de diciembre de 2014.
Con el segundo mayor número de fanáticos en el torneo después de la anfitriona Australia, los iraníes derrotaron a Baréin 2-0 con preparativos limitados. Un Irán de mentalidad defensiva luego derrotó al campeón de la Copa del Golfo Pérsico Catar 1-0 gracias a un gol de Sardar Azmoun antes de derrotar a los Emiratos Árabes Unidos por el mismo marcador para alcanzar la cima de su grupo.
En los cuartos de final, Irán se enfrentó a Irak, a quien vencieron semanas antes en un partido amistoso. Después de haber recibido una tarjeta roja polémica en la primera mitad, Irán compitió con diez hombres, logrando anotar goles en el tiempo extra para empatar el partido 3-3. En la tanda de penaltis, Irán perdió 7-6 en muerte súbita .

#### Clasificación para la Copa Mundial de la FIFA 2018
Irán comenzó su campaña de clasificación para la Copa Mundial de la FIFA 2018 con partidos amistosos contra Chile y Suecia en marzo de 2015. Queiroz renunció a su puesto directivo a partir de entonces debido a desacuerdos con la Federación Iraní de Fútbol. El 14 de abril de 2015, Irán fue emparejado con selecciones como Omán , India , Turkmenistán y Guam en la segunda ronda de eliminatorias. El 26 de abril, Queiroz anunció que continuaría como el técnico de Irán para su campaña de la Copa Mundial 2018.
Irán se convirtió en el segundo equipo en clasificarse para la Copa Mundial 2018, después de una victoria por 2-0 en casa ante Uzbekistán el 12 de junio de 2017. También se aseguraron el primer lugar en su grupo de clasificación después de la derrota de Corea del Sur ante Catar.

#### Copa Mundial de la FIFA Rusia 2018
Irán integró el grupo B junto con las selecciones de España, Portugal y Marruecos. En su primer partido el 15 de junio en San Petersburgo, logró una victoria contra Marruecos (1-0), con el único gol del partido marcado en el minuto 95 por Aziz Bouhaddouz, logrando su segundo partido ganado jamás en un mundial (tras ganar en 1998 a Estados Unidos). En el segundo partido del grupo, el 20 de junio, sufrió una derrota ante España en Kazán, también por 0-1, con un gol del delantero español Diego Costa en el minuto 54 del partido. La selección iraní terminó su participación en la competición con un empate 1-1 ante los portugueses el 25 del mes, en Mordovia, logrando así su mejor clasificación en un mundial pero que no le bastaría para pasar de la fase de grupos.

#### Copa Asiática 2019 de la AFC
Irán fue emparejado en el grupo D junto con Irak, Vietnam y Yemen. Comenzó el camino goleando por 5-0 a la debutante selección de Yemen en el Estadio Mohammed bin Zayed de Abu Dabi con goles de Mehdi Taremi por duplicado, Ashkan Dejagah, Sardar Azmoun y Saman Ghoddos. Para la segunda jornada venció por 2-0 a Vietnam en el Estadio Al-Nahyan de la misma ciudad del primer partido, gracias al doblete de Sardar Azmoun. Habiendo asegurado la clasificación con 6 puntos, en el tercer partido cedió 2 puntos al empatar 0-0 con sus vecinos iraquíes en Dubái, pero esto no les impidió quedar líderes con 7 puntos y avanzar a la siguiente ronda.
En octavos de final, se dio cita con la selección de Omán, obteniendo como resultado final una victoria de 2-0, con anotaciones de Alireza Jahanbakhsh y Ashkan Dejagah desde los 12 pasos, avanzando a los cuartos de final.
En esta instancia se midió ante los dragones de China, obteniendo una cómoda victoria de 3-0, con tantos de Mehdi Taremi, Sardar Azmoun y Karim Ansarifard, avanzando a las semifinales.
En la penúltima instancia del torneo, Irán anduvo completamente desconocido y encajó una victoria contundente de 3-0 por parte de Japón, quedando eliminado del torneo. 
En la Copa Asiática no hay partido por el tercer lugar, pero Irán se adjudicó con este puesto tras su posición en la tabla general, con 13 puntos, dos más que el cuarto lugar, el anfitrión Emiratos Árabes Unidos.
Copa Mundial de Fútbol 2022
Los iraníes lograron su tercera participación consecutiva en la Copa Mundial de Fútbol. Accedió al grupo B junto a los Estados Unidos, Inglaterra y Gales. En la primera jornada fueron derrotados de forma abultada ante Inglaterra 6-2. En la segunda jornada lograron vencer a Gales 2-0. Finalmente, en la tercera jornada fueron derrotados y eliminados por los Estados Unidos 1-0. Los iraníes terminaron en la tercera posición con 3 puntos, con 4 goles a favor y 7 goles en contra.

## Últimos resultados y próximos encuentros
Actualizado al último partido jugado el 10 de junio de 2025
| Fecha      | Ciudad   | Local           | Resultado | Visitante       | Competición                     |
| ---------- | -------- | --------------- | --------- | --------------- | ------------------------------- |
| 11-06-2024 | Teherán  | Irán            | 0:0       | Uzbekistán      | Clasificación Copa Mundial 2026 |
| 05-09-2024 | Isfahán  | Irán            | 1:0       | Kirguistán      | Clasificación Copa Mundial 2026 |
| 10-09-2024 | Al Ain   | Emiratos Árabes | 0:1       | Irán            | Clasificación Copa Mundial 2026 |
| 10-10-2024 | Taskent  | Uzbekistán      | 0:0       | Irán            | Clasificación Copa Mundial 2026 |
| 15-10-2024 | Dubái    | Irán            | 4:1       | Catar           | Clasificación Copa Mundial 2026 |
| 14-11-2024 | Vientián | Corea del Norte | 2:3       | Irán            | Clasificación Copa Mundial 2026 |
| 19-11-2024 | Biskek   | Kirguistán      | 2:3       | Irán            | Clasificación Copa Mundial 2026 |
| 20-03-2025 | Teherán  | Irán            | 2:0       | Emiratos Árabes | Clasificación Copa Mundial 2026 |
| 25-03-2025 | Teherán  | Irán            | 2:2       | Uzbekistán      | Clasificación Copa Mundial 2026 |
| 05-06-2025 | Doha     | Catar           | 1:0       | Irán            | Clasificación Copa Mundial 2026 |
| 10-06-2025 | Teherán  | Irán            | 3:0       | Corea del Norte | Clasificación Copa Mundial 2026 |
| 29-08-2025 | Hisor    | Irán            | -:-       | Afganistán      | Copa CAFA 2025                  |
| 04-09-2025 | Hisor    | Tayikistán      | -:-       | Irán            | Copa CAFA 2025                  |
| 06-10-2025 | TBD      | Rusia           | -:-       | Irán            | Partido amistoso                |
| 14-10-2025 | TBD      | Irán            | -:-       | Chile           | Partido amistoso                |

## Estadísticas

### Copa Mundial de Fútbol
| Año   | Ronda          | Posición      | PJ            | PG            | PE            | PP            | GF            | GC            | Dif.          | Goleador                           |
| ----- | -------------- | ------------- | ------------- | ------------- | ------------- | ------------- | ------------- | ------------- | ------------- | ---------------------------------- |
| 1930  | No participó   | No participó  | No participó  | No participó  | No participó  | No participó  | No participó  | No participó  | No participó  | No participó                       |
| 1934  | No participó   | No participó  | No participó  | No participó  | No participó  | No participó  | No participó  | No participó  | No participó  | No participó                       |
| 1938  | No participó   | No participó  | No participó  | No participó  | No participó  | No participó  | No participó  | No participó  | No participó  | No participó                       |
| 1950  | No participó   | No participó  | No participó  | No participó  | No participó  | No participó  | No participó  | No participó  | No participó  | No participó                       |
| 1954  | No participó   | No participó  | No participó  | No participó  | No participó  | No participó  | No participó  | No participó  | No participó  | No participó                       |
| 1958  | No participó   | No participó  | No participó  | No participó  | No participó  | No participó  | No participó  | No participó  | No participó  | No participó                       |
| 1962  | No participó   | No participó  | No participó  | No participó  | No participó  | No participó  | No participó  | No participó  | No participó  | No participó                       |
| 1966  | No participó   | No participó  | No participó  | No participó  | No participó  | No participó  | No participó  | No participó  | No participó  | No participó                       |
| 1970  | No participó   | No participó  | No participó  | No participó  | No participó  | No participó  | No participó  | No participó  | No participó  | No participó                       |
| 1974  | No clasificó   | No clasificó  | No clasificó  | No clasificó  | No clasificó  | No clasificó  | No clasificó  | No clasificó  | No clasificó  | No clasificó                       |
| 1978  | Primera ronda  | 14.º          | 3             | 0             | 1             | 2             | 2             | 8             | –6            | Iraj Danaiyfar y Hassan Rowshan: 1 |
| 1982  | Se retiró      | Se retiró     | Se retiró     | Se retiró     | Se retiró     | Se retiró     | Se retiró     | Se retiró     | Se retiró     | Se retiró                          |
| 1986  | Descalificado  | Descalificado | Descalificado | Descalificado | Descalificado | Descalificado | Descalificado | Descalificado | Descalificado | Descalificado                      |
| 1990  | No clasificó   | No clasificó  | No clasificó  | No clasificó  | No clasificó  | No clasificó  | No clasificó  | No clasificó  | No clasificó  | No clasificó                       |
| 1994  | No clasificó   | No clasificó  | No clasificó  | No clasificó  | No clasificó  | No clasificó  | No clasificó  | No clasificó  | No clasificó  | No clasificó                       |
| 1998  | Fase de grupos | 20.º          | 3             | 1             | 0             | 2             | 2             | 4             | –2            | Hamid Estili y Mehdi Mahdavikia: 1 |
| 2002  | No clasificó   | No clasificó  | No clasificó  | No clasificó  | No clasificó  | No clasificó  | No clasificó  | No clasificó  | No clasificó  | No clasificó                       |
| 2006  | Fase de grupos | 25.º          | 3             | 0             | 1             | 2             | 2             | 6             | –4            | Golmohammadi y Bakhtiarizadeh: 1   |
| 2010  | No clasificó   | No clasificó  | No clasificó  | No clasificó  | No clasificó  | No clasificó  | No clasificó  | No clasificó  | No clasificó  | No clasificó                       |
| 2014  | Fase de grupos | 28.º          | 3             | 0             | 1             | 2             | 1             | 4             | –3            | Reza Ghoochannejhad: 1             |
| 2018  | Fase de grupos | 18.º          | 3             | 1             | 1             | 1             | 2             | 2             | 0             | Karim Ansarifard: 1                |
| 2022  | Fase de grupos | 26.º          | 3             | 1             | 0             | 2             | 4             | 7             | –3            | Mehdi Taremi: 2                    |
| 2026  | Clasificado    | Clasificado   | Clasificado   | Clasificado   | Clasificado   | Clasificado   | Clasificado   | Clasificado   | Clasificado   | Clasificado                        |
| 2030  | Por definir    | Por definir   | Por definir   | Por definir   | Por definir   | Por definir   | Por definir   | Por definir   | Por definir   | Por definir                        |
| 2034  | Por definir    | Por definir   | Por definir   | Por definir   | Por definir   | Por definir   | Por definir   | Por definir   | Por definir   | Por definir                        |
| Total | 7/23           | 48.º          | 18            | 3             | 4             | 11            | 13            | 31            | –18           | Mehdi Taremi: 2                    |

### Copa Asiática
| Año   | Ronda            | Posición     | PJ           | PG           | PE           | PP           | GF           | GC           | Dif.         | Goleador                                     |
| ----- | ---------------- | ------------ | ------------ | ------------ | ------------ | ------------ | ------------ | ------------ | ------------ | -------------------------------------------- |
| 1956  | No participó     | No participó | No participó | No participó | No participó | No participó | No participó | No participó | No participó | No participó                                 |
| 1960  | No clasificó     | No clasificó | No clasificó | No clasificó | No clasificó | No clasificó | No clasificó | No clasificó | No clasificó | No clasificó                                 |
| 1964  | Se retiró        | Se retiró    | Se retiró    | Se retiró    | Se retiró    | Se retiró    | Se retiró    | Se retiró    | Se retiró    | Se retiró                                    |
| 1968  | Campeón          | 1.º          | 4            | 4            | 0            | 0            | 11           | 2            | +9           | Homayoun Behzadi: 4                          |
| 1972  | Campeón          | 1.º          | 4            | 4            | 0            | 0            | 10           | 4            | +6           | Hossein Kalani: 5                            |
| 1976  | Campeón          | 1.º          | 4            | 4            | 0            | 0            | 13           | 0            | +13          | Nasser Nouraei: 3                            |
| 1980  | Tercer lugar     | 3.º          | 6            | 3            | 2            | 1            | 16           | 6            | +10          | Behtash Fariba: 7                            |
| 1984  | Cuarto puesto    | 4.º          | 6            | 2            | 4            | 0            | 8            | 3            | +5           | Mohammadkhani y Bayani: 3                    |
| 1988  | Tercer lugar     | 3.º          | 6            | 2            | 2            | 2            | 3            | 4            | –1           | Farshad Pious: 2                             |
| 1992  | Primera ronda    | 5.º          | 3            | 1            | 1            | 1            | 2            | 1            | +1           | Pious y Ghayeghran: 1                        |
| 1996  | Tercer lugar     | 3.º          | 6            | 3            | 2            | 1            | 14           | 6            | +8           | Ali Daei: 8                                  |
| 2000  | Cuartos de final | 5.º          | 4            | 2            | 1            | 1            | 7            | 3            | +4           | Ali Daei: 3                                  |
| 2004  | Tercer lugar     | 3.º          | 6            | 3            | 3            | 0            | 14           | 8            | +6           | Ali Karimi: 5                                |
| 2007  | Cuartos de final | 5.º          | 4            | 2            | 2            | 0            | 6            | 3            | +3           | Javad Nekounam: 2                            |
| 2011  | Cuartos de final | 5.º          | 4            | 3            | 0            | 1            | 6            | 2            | +4           | Rezaei, Mobali, Ansarifard, Afshin y Nori: 1 |
| 2015  | Cuartos de final | 6.º          | 4            | 3            | 1            | 0            | 7            | 3            | +4           | Azmoun y Ghoochannejhad: 2                   |
| 2019  | Tercer lugar     | 3.º          | 6            | 4            | 1            | 1            | 13           | 3            | +10          | Sardar Azmoun: 4                             |
| 2023  | Tercer lugar     | 3.º          | 6            | 4            | 1            | 1            | 12           | 7            | +5           | Mehdi Taremi: 3                              |
| 2027  | Clasificado      | Clasificado  | Clasificado  | Clasificado  | Clasificado  | Clasificado  | Clasificado  | Clasificado  | Clasificado  | Clasificado                                  |
| Total | 16/19            | 1.º          | 73           | 44           | 20           | 9            | 142          | 55           | +87          | Ali Daei: 14                                 |

## Jugadores

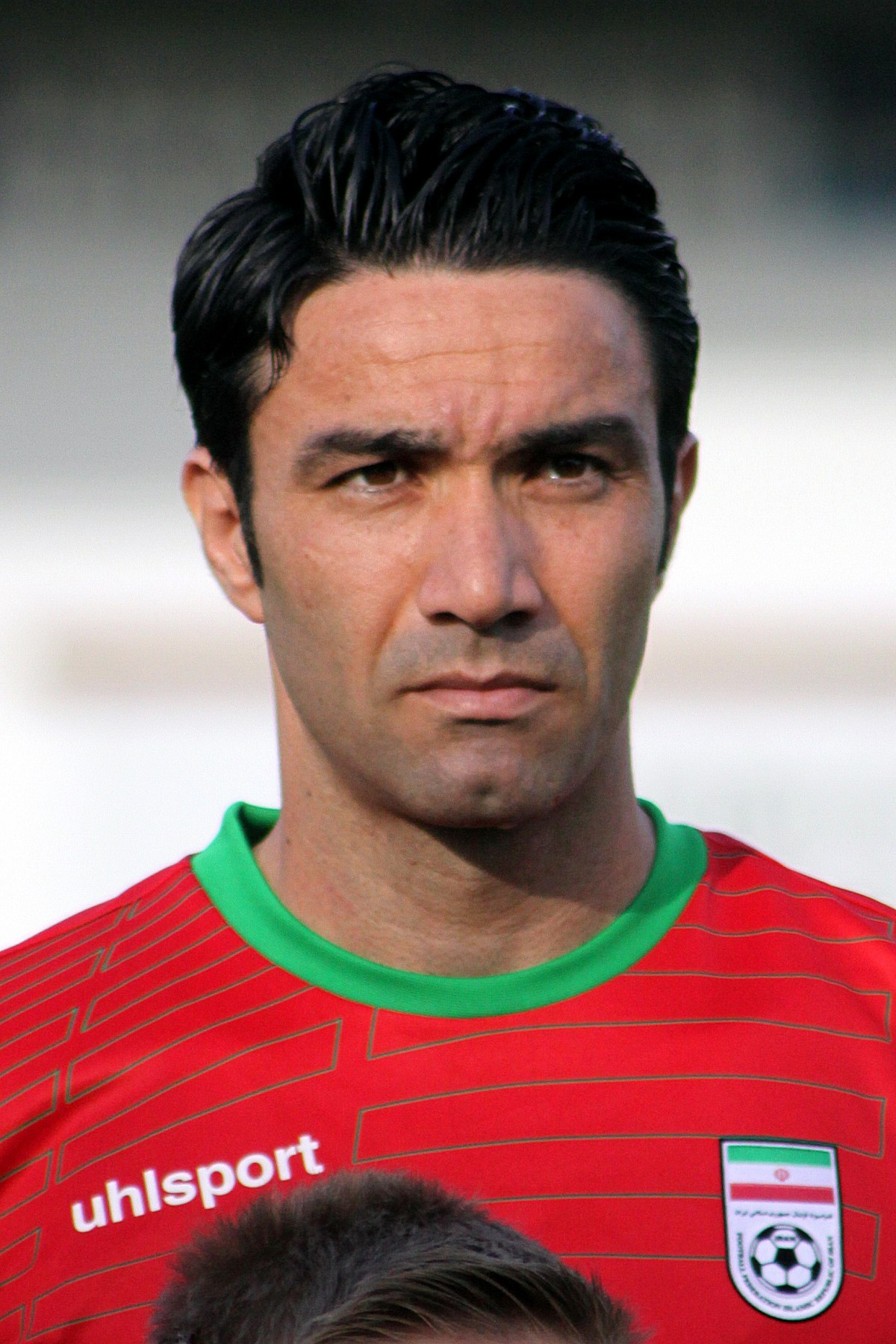
Javad Nekounam, jugador con más presencias en la selección (151)

### Récords individuales
Estadísticas actualizadas en julio de 2024.

#### Más apariciones
| #  | Nombre              | Periodo   | Presencias | Goles |
| -- | ------------------- | --------- | ---------- | ----- |
| 1  | Javad Nekounam      | 2000-2015 | 151        | 39    |
| 2  | Ali Daei            | 1993-2006 | 149        | 109   |
| 3  | Ehsan Hajsafi       | 2008-     | 142        | 7     |
| 4  | Ali Karimi          | 1998-2012 | 127        | 38    |
| 5  | Jalal Hosseini      | 2007-2018 | 115        | 8     |
| 6  | Mehdi Mahdavikia    | 1996-2009 | 111        | 13    |
| 7  | Karim Ansarifard    | 2009-     | 104        | 30    |
| 8  | Andranik Teymourian | 2005-2016 | 101        | 9     |
| 9  | Karim Bagheri       | 1993-2010 | 87         | 50    |
| 10 | Masoud Shojaei      | 2004-2023 | 87         | 8     |

#### Récords de Goles

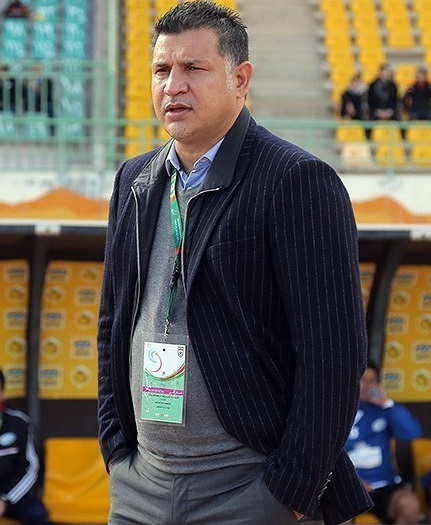
Ali Daei es el máximo goleador de Irán

Estadísticas actualizadas en febrero de 2024.
| #  | Nombre                  | Periodo   | Goles | Presencias | Promedio de Gol |
| -- | ----------------------- | --------- | ----- | ---------- | --------------- |
| 1  | Ali Daei                | 1993-2006 | 109   | 149        | 0.73            |
| 2  | Sardar Azmoun           | 2014-act. | 57    | 91         | 0.64            |
| 3  | Karim Bagheri           | 1993-2010 | 50    | 87         | 0.57            |
| 4  | Mehdi Taremi            | 2015-act. | 56    | 94         | 0.57            |
| 5  | Javad Nekounam          | 2000-2015 | 39    | 151        | 0.26            |
| 6  | Ali Karimi              | 1998-2012 | 38    | 127        | 0.30            |
| 7  | Karim Ansarifard        | 2009-act. | 30    | 104        | 0.32            |
| 8  | Gholam Hossein Mazloumi | 1969-1977 | 19    | 40         | 0.48            |
| 9  | Farshad Pious           | 1984-1994 | 18    | 34         | 0.53            |
| 10 | Reza Ghoochannejhad     | 2012-2018 | 17    | 44         | 0.39            |
|    | Alireza Jahanbakhsh     | 2013-act. | 17    | 85         | 0,20            |

### Última convocatoria
- Convocados en marzo de 2025:[2]

| N.º | Nombre                      | Posición      | Edad    | PJ | Goles | Club              |
| --- | --------------------------- | ------------- | ------- | -- | ----- | ----------------- |
| 1   | Alireza Beiranvand          | Portero       | 32 años | 79 | 0     | Tractor Sazi      |
| 12  | Payam Niazmand              | Portero       | 30 años | 9  | 0     | Sepahan           |
| 22  | Hossein Hosseini            | Portero       | 33 años | 11 | 0     | Esteghlal Tehran  |
| 2   | Saleh Hardani               | Defensa       | 26 años | 12 | 1     | Esteghlal Tehran  |
| 4   | Shojae Khalilzadeh          | Defensa       | 36 años | 49 | 2     | Tractor Sazi      |
| 5   | Milad Mohammadi             | Defensa       | 31 años | 69 | 1     | Persépolis        |
| 13  | Hossein Kanaanizadegan      | Defensa       | 31 años | 59 | 6     | Persépolis        |
| 15  | Amin Hazbavi                | Defensa       | 22 años | 3  | 0     | Sepahan           |
| 19  | Ali Nemati                  | Defensa       | 29 años | 6  | 0     | Foolad            |
| 21  | Omid Noorafkan              | Defensa       | 28 años | 29 | 1     | Malavan           |
| 23  | Aria Yousefi                | Defensa       | 23 años | 6  | 0     | Sepahan           |
| 3   | Mohammad Ghorbani           | Mediocampista | 24 años | 7  | 0     | Al-Wahda          |
| 6   | Saeid Ezatolahi             | Mediocampista | 28 años | 75 | 1     | Shabab Al-Ahli    |
| 7   | Alireza Jahanbakhsh         | Mediocampista | 31 años | 91 | 17    | Heerenveen        |
| 8   | Mohammad Javad Hosseinnejad | Mediocampista | 22 años | 3  | 0     | Dynamo Majachkalá |
| 10  | Mehdi Ghayedi               | Mediocampista | 26 años | 27 | 9     | Ittihad Kalba     |
| 11  | Ali Gholizadeh              | Mediocampista | 29 años | 42 | 6     | Lech Poznań       |
| 14  | Saman Ghoddos               | Mediocampista | 31 años | 57 | 3     | Ittihad Kalba     |
| 17  | Mohammad Karimi             | Mediocampista | 29 años | 9  | 0     | Sepahan           |
| 9   | Mehdi Taremi                | Delantero     | 33 años | 92 | 54    | Inter de Milán    |
| 16  | Amirhossein Hosseinzadeh    | Delantero     | 24 años | 5  | 0     | Tractor Sazi      |
| 18  | Ali Alipour                 | Delantero     | 29 años | 4  | 0     | Persépolis        |
| 20  | Sardar Azmoun               | Delantero     | 30 años | 91 | 57    | Shabab Al-Ahli    |

## Palmarés

### Selección absoluta
- Copa Asiática (3): 1968, 1972 y 1976.
- Copa Desafío AFC/OFC (1): 2003.

#### Subregional
- Campeonato de la Federación de Fútbol de Asia Occidental (4): 2000, 2004, 2007 y 2008.
- Campeonato CAFA (1): 2023.

#### Torneos amistosos
- Copa LG (4): 2001, 2002, 2002 y 2006.
- Copa RCD (3): 1965, 1970 y 1993.
- Copa Quaid-i-Azam (1): 1982.

### Selección olímpica
- Juegos Asiáticos (3): 1974, 1990 y 1998.

### Selección sub-20
- Campeonato Sub-19 de la AFC (4): 1973, 1974, 1975 y 1976.

### Selección sub-17
- Campeonato Sub-16 de la AFC (1): 2008.

### Selección sub-15
- Campeonato de la Federación de Fútbol de Asia Occidental sub-15 (2): 2005 y  2009.

## Entrenadores
| - Hossein Sadaghiani (1941-51) - Mostafa Salimi (1951-52) - József Mészáros (1957-59) - Hossein Fekri (1961-66) - György Szűcs (1966-67) - Hossein Fekri (1967) - Mahmoud Bayati (1967-69) - Zdravko Rajkov (1969-70) - Igor Netto (1970-71) - Parviz Dehdari (1971-72) - Mohammad Ranjbar (1972) - Mahmoud Bayati (1972-74) - Danny McLennan (1974) - Frank O'Farrell (1974-75) - Heshmat Mohajerani (1975-78) - Hassan Habibi (1979-82) - Jalal Cheraghpour (1982) - Parviz Aboutaleb (1982) - Mahmoud Yavari (1984) - Nasser Ebrahimi (1984-85) - Fereydoun Asgarzadeh (1985-1986) - Parviz Dehdari (1986-1989) - Reza Vatankhah (1989) - Mehdi Monajati (1989) - Ali Parvin (1989-93) | - Stanko Poklepović (1994-96) - Mohammad Mayeli Kohan (1996-97) - Valdeir Vieira (1997) - Tomislav Ivić (1997-98) - Jalal Talebi (1998) - Mansour Pourheidari (1998-2000) - Jalal Talebi (2000-01) - Ademar Braga (2001) - Miroslav Blažević (2001-02) - Branko Ivanković (2002-03) - Homayoun Shahrokhi (2003) - Branko Ivanković (2003-06) - Amir Ghalenoei (2006-07) - Parviz Mazloomi (2007) - Mansour Ebrahimzadeh (2008) - Ali Daei (2008-09) - Erich Rutemöller (2009) - Afshin Ghotbi (2009-11) - Ali Reza Mansourian (2011) - Carlos Queiroz (2011-2019) - Marc Wilmots (2019) - Dragan Skočić (2020-2022) - Carlos Queiroz (2022) - Amir Ghalenoei (2023-) |

## Imagen del equipo

### Apodos
La selección nacional iraní ha recibido varios apodos por parte de los aficionados y los medios de comunicación. El más utilizado es "Team Melli", que significa "El Equipo Nacional" en persa. Aunque los hinchas iraníes han popularizado el "Equipo Melli", otros apodos para el equipo incluyen "Estrellas Persas"  (titulado desde la Copa Mundial de 2006), "Shiran e Iran", que significa "Los Leones Iraníes" o "Los Leones de Persia", "Shir Dilan", "Corazones de León" y "Príncipes de Persia" (usado desde la Copa Asiática de la AFC de 2011). El lema de Irán para la Copa Mundial de la FIFA 2014 fue Honor de Persia, seleccionado en una encuesta por Internet realizada por la FIFA. Un apodo usado más recientemente, debido a la presencia del guepardo asiático en la camiseta del Mundial de 2014, es Youzpalangan, que significa "Los guepardos". La mascota del equipo, "Yupa", también es un guepardo.

### Kits y escudos
- Wikimedia Commons alberga una galería multimedia sobre Selección de fútbol de Irán.

Tradicionalmente, la equipación local de la selección nacional de fútbol de Irán es blanca y la equipación visitante es roja. A veces se utilizan camisetas verdes con pantalones cortos blancos y calcetines rojos.

#### Proveedores de kits
La siguiente tabla muestra el historial del proveedor de equipamientos de la selección nacional de fútbol de Irán.
| Proveedor de kits | Período       |
| ----------------- | ------------- |
| Adidas            | 1978          |
| Puma              | 1980          |
| Amini             | 1981–1993     |
| Shekari           | 1993–1998     |
| Puma              | 1998–2000     |
| Shekari           | 2000–2003     |
| Daei Sport        | 2003–2006     |
| Puma              | 2006–2007     |
| Merooj            | 2007–2008     |
| Daei Sport        | 2008–2009     |
| Legea             | 2009–2012     |
| Uhlsport          | 2012–2016     |
| Givova            | 2016          |
| Adidas            | 2016–2019     |
| Uhlsport          | 2019–2022     |
| Merooj            | 2022-presente |

### Patrocinio
El 1 de febrero de 2014, Irán anunció la incorporación del guepardo asiático, una especie en peligro de extinción, a sus uniformes para la Copa Mundial de la FIFA 2014 para llamar la atención sobre sus esfuerzos de conservación.

### Rivalidades
Irán e Irak son rivales vecinos. Según el Malay Mail, "las emociones siempre están a flor de piel cuando Irán e Irak se enfrentan en el campo de fútbol". En la era contemporánea, especialmente durante el reinado de Sadam Huseín, los dos países empeoraron sus relaciones y libraron la guerra entre Irán e Irak durante ocho años. En 2001, por primera vez en décadas, un partido entre Irán e Irak no se celebró en una sede neutral. La rivalidad se intensificó después de que Irak eliminara a Irán de la Copa Asiática de la AFC 2015 en circunstancias controvertidas. Irán lidera la serie con 17 victorias, 7 empates y 6 derrotas.
Irán y Arabia Saudita son rivales ideológicos. El juego ocupó el octavo lugar en la lista de Goal.com de 2010 de las "10 mayores rivalidades internacionales del fútbol". y noveno en la lista de Bleacher Report de 2014 de las "10 rivalidades futbolísticas con mayor carga política del fútbol internacional" Todos sus partidos han sido competitivos; ninguno de ellos fue amistoso. El primer partido se jugó el 24 de agosto de 1975, e Irán derrotó a Arabia Saudita por 3-0. Irán lidera la serie con 5 victorias, 6 empates y 4 derrotas.
Fuera del área de Medio Oriente y Asia Central, el Equipo Melli tiene algunas rivalidades feroces con potencias del este de Asia, Corea del Sur y Japón. Excepcionalmente, Australia, a pesar de ser también un equipo importante en Asia, no se ha enfrentado a Irán desde que se unió a la AFC en 2006.

### Estadios

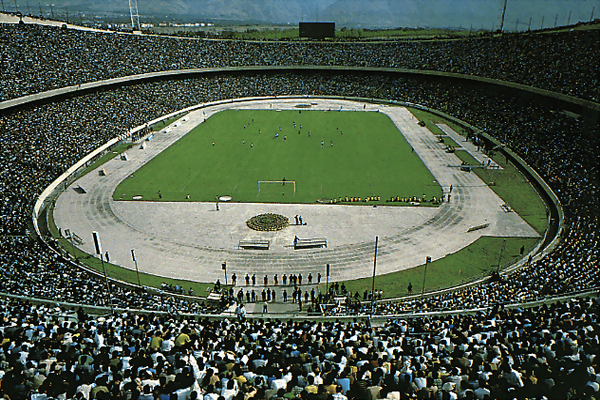
Estadio Azadi, 1991

Desde 1972, el estadio nacional de Irán es el Estadio Azadi de Teherán, con una capacidad nominal de 78.116 espectadores. El Estadio Azadi es el 28.º estadio de fútbol más grande del mundo, el séptimo en Asia y el primero en Asia Occidental. Se estableció un récord en Azadi durante el partido de clasificación para la Copa Mundial de la FIFA 1998 contra Australia, con más de 128.000 asistentes. Desde 1979, el gobierno restringe la entrada de las mujeres iraníes a los estadios. Sin embargo, la FIFA condenó la medida y escribió a la Federación Iraní de Fútbol en junio de 2019. La federación en su carta dio plazo para levantar las restricciones y permitir que las mujeres ingresen a los estadios. El 25 de agosto de 2019, el viceministro de Deportes, Jamshid Taghizadeh, declaró: "Las mujeres pueden ir al estadio Azadi de Teherán para ver el partido entre la selección nacional de Irán y Camboya en octubre por la clasificación para la Copa Mundial de Catar.” Después de la muerte de Sahar Jodayarí, a algunas mujeres iraníes se les permitió asistir al partido contra Camboya en octubre de 2019. Sin embargo, en marzo de 2022, a las mujeres iraníes se les volvió a impedir la entrada al estadio para un partido clasificatorio para la Copa del Mundo.
De 1942 a 1972, el Estadio Amjadieh fue el estadio nacional de Irán. Los otros estadios en los que Irán ha disputado partidos internacionales son el estadio Bagh Shomal y Yadegar Emam (Tabriz), el estadio Takhti (Teherán), el estadio Enghelab (Karaj), el estadio Hafezieh (Shiraz), el estadio Takhti y el estadio Imam Reza (Mashhad).
El Campo Nacional de Fútbol de Irán es el campo de entrenamiento del equipo.